# S ledovým klidem
S ledovým klidem (v anglickém originále The Cold Light of Day) je americko-španělský akční film z roku 2012. Režisérem filmu je Mabrouk El Mechri. Hlavní role ve filmu ztvárnili Henry Cavill, Sigourney Weaver, Bruce Willis, Verónica Echegui a Caroline Goodall.

## Obsazení
| Henry Cavill     | Will Shaw     |
| Sigourney Weaver | Jean Carrack  |
| Bruce Willis     | Martin Shaw   |
| Verónica Echegui | Lucia Caldera |
| Caroline Goodall | Laurie Shaw   |
| Rafi Gavron      | Josh Shaw     |
| Óscar Jaenada    | Maximo        |
| Lolo Herrero     | Reynaldo      |
| Roschdy Zem      | Zahir         |
| Colm Meaney      | agent         |